# 反復説
反復説（はんぷくせつ）とは、動物胚のかたちが受精卵から成体のかたちへと複雑化することと、自然史における動物の複雑化との間に並行関係を見出したものである。

## 概要
反復説は1824-26年にエチエンヌ・セールが提唱したのが最初である。科学史上、エルンスト・ヘッケルの反復説と区別するために『メッケル・セールの法則』と呼ばれることもある。反復説とはもともと進化的な視点を伴ったものではなかったが、ダーウィン進化論の影響を受けたヘッケルが、1866年に『ヘッケルの反復説』として提唱したものが広く知られるようになった。
ヘッケルの反復説は、生物発生原則とも言われる。往々にして、簡単に「個体発生は系統発生を繰り返す」という風に言われる。つまり、ある動物の発生の過程は、その動物の進化の過程を繰り返す形で行われる、というのがこの説の主張である。ここで個体発生とは、個々の動物の発生過程のことであり、系統発生とは、その動物の進化の過程を意味する表現である。ともにヘッケルが提唱した言葉。
具体的には、彼が1866年にその著書『一般形態学』に記した以下のような文が元である。
「個体発生 (ontogenesis) 、すなわち各個体がそれぞれの生存の期間を通じて経過する一連の形態変化としての個体の発生は、系統発生 (phylogenesis) 、すなわちそれが属する系統の発生により直接規定されている。個体発生は系統発生の短縮された、かつ急速な反復であり、この反復は遺伝および適応の生理的機能により条件付けられている。生物個体は、個体発生の急速かつ短縮された経過の間に、先祖が古生物的発生の緩やかな長い経過の間に遺伝および適応の法則に従って経過した重要な形態変化を繰り返す」

## ヘッケルの反復説の根拠とされた観察事例

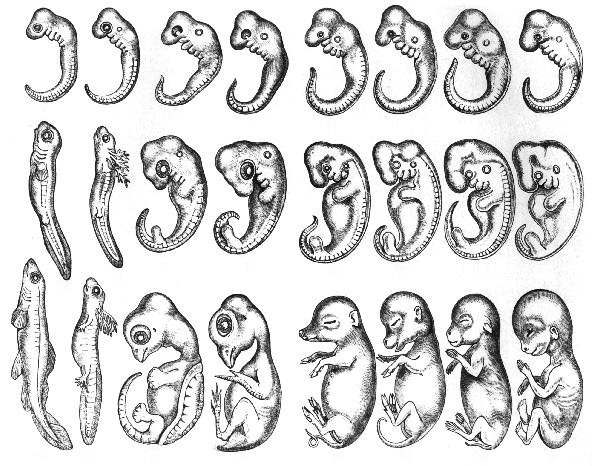
脊椎動物各群の発生過程（エルンスト・ヘッケルによる）。今日では画像の不正確さ（特に左側の魚、サンショウウオ、カメ、ニワトリの初期の胚の画像）が指摘される

よく実例に挙げられるのが、哺乳類の発生である。特に、その初期に形成される鰓裂は哺乳類では使用されることなくすぐにふさがってしまうから、哺乳類が魚類を経て進化した証拠であり、その時期の胚は魚類の段階の姿である、と主張される。また、鰓裂の形成→四肢の形成→鰓列がふさがる、という順番は、無顎類の鰓形成→魚類の対鰭獲得→両生類の鰓消失の順番と対応しているとされる。
また、さまざまな無脊椎動物の発生の研究から、幼生の形態が大きな分類群ごとに共通である例も知られてきた。例えば甲殻類は、成体の姿はさまざまだが、初期の幼生はノープリウスのように共通の姿をしている。さらに、フジツボなど蔓脚類では、成体の構造からはその類縁関係が長らく不明であったものの、幼生がノープリウスに近いものであることから甲殻類であることが明らかになったという例もある。つまり、フジツボの姿があまりに甲殻類的ではないのは、明らかに固着生活への適応であるが、それが比較的新しい適応であって、それ以前の歴史を他の甲殻類と共有してきたと主張できる。
脊椎動物の胚では親の間よりも類似性が見られ、発生をさかのぼるほど、縁の遠いものでも類似性が見られるようになるという。

## 19世紀半ばの類似研究と位置づけ
進化と発生を結びつけたという点で、この説は19世紀当時、斬新な考え方であったと言える。ただし、先行する動物の発生に関する研究において類似の発想は認められる。
19世紀初頭に比較発生学がその成果を収める中、発生に関する並行仮説というものがあげられるようになった。これは、動物の発生の過程には群が異なっても似たような流れが見られること、高等な動物のそれは下等なもののそれをなぞるように行われる、というものである。フォン＝ベーアはさらにそれを以下の四原則にをまとめて見せた。これは一般にベーアの法則と呼ばれる。
1. 大きな動物群に共通な形質は、特殊なものより先に形成される。
2. 形態的に一般的なものからより特殊なものが形成される。
3. 一定の動物形に属する胚は、一定の諸形態を経過すると言うより、むしろそれから離れてゆく。
4. 高等な動物の胚はほかの動物に似ているのではなく、その胚に似ている。

これらは具体的な内容としてはヘッケルが認めたものと似た発想である。しかしながら、ベーアは進化を科学的に正しいものだとは考えていなかった上、ヘッケルの反復説を痛烈に批判した科学者の一人でもある。他には、進化論が発表された後に感化を受けたミュラーは1864年に甲殻類の発生や変態について論じ、「進化は先祖の発生をたどり、その先へ進むか途中で別方向へ進むかの形で行われる」とした。その上で「前者の場合、発生は先祖の進化の系譜を反復し、後者の場合、横道までの部分を繰り返す」と、ほぼ反復説と同内容のことを述べている。
しかし、ヘッケルの反復説が19世紀当時、大きな注目・支持を集めたのは、個体発生と系統発生の間にあった多くの観察事例とその傾向を、非常にシンプルに説明するようにみえたからであると考えられている。
ヘッケルは、最も初期段階の発生までもが進化の過程をなぞるものであると考えた。すなわち、受精卵は単細胞段階を表すものと考え、卵割によって細胞が増え、胞胚から原腸陥入によって消化管が作られる過程を多細胞動物の進化の過程であると見なし、これによって多細胞動物の進化の道筋を明らかにしようとした。動物の系統に関する彼の考えはブラステア説と呼ばれ、長らく正統的な定説の位置にあった。

## 生理的機能における例
以上、この説は主として解剖学的な構造を元に唱えられたが、後に生理学的な分野でも類例が発見された。例えば、動物は一般に代謝の過程でタンパク質の分解産物としてアンモニアを生じ、これを排出するが、アンモニアは水溶性のため、水に溶けた形で排出せねばならない。陸上生活では水は貴重であるから、これを避ける適応として、両生類ではアンモニアから尿素を合成し、体内で蓄積して排出する。さらに爬虫類・鳥類では不溶性の尿酸とすることで水分の排出量を大きく減少させた。
ところが、鳥類の胚はアンモニアや尿素を排出していることが分かった。ニワトリの場合、最初期にはアンモニアを排出し、その量は4日目頃が最高となる。しかし3日目頃より尿素の合成が始まり、そのピークは10日目頃になる。さらに遅れて5-7日目頃より尿酸の合成が始まり、12日目頃以降はこれが主体となる。つまり、発生の過程で排出物の種類も進化の過程をたどるように変化していることが分かっている。
逆の例がアフリカツメガエルで、このカエルは一生涯を水中生活で過ごし、成体もアンモニアを排出している。ところが、変態直後には一時的に尿素を排出する。これもこのカエルが陸上生活の祖先を持つもので、現在の水中生活が二次的なものと考えると説明が付く。

## 批判・影響・貢献
ヘッケルの反復説は、数々の点で批判の対象となってきた仮説でもある。まずヘッケルは、反復が動物発生にみられるのは「系統発生が個体発生の直接原因であるため」としていたが、これに対する批判があった。現在の生物学では至近要因と究極要因という因果関係の概念的区別がなされているが、当時はこういった考え方は一般的ではなく、むしろ反復説に対する批判を通してこういった概念の区別がなされるようになったとされる。
また、ヘッケルは自身の反復説の法則性を重要視するあまり、自説にあわない観察事例をすべて例外と位置づけて軽視したことも、当時の研究者の批判を浴びることにつながった。他にも、彼は自己の考えを強調するために図を歪曲したり、彼が進化の中間型として発表した微生物が偽物だったりと捏造があったことが指摘されており、彼の科学データの信用性を損なうこととなってしまった。
「個体発生は系統発生の反復はしないが、発生の初期ほど進化的により古い形質が現れる傾向にある」といった考えは根強く、フォン＝ベーアやヘッケルと似た発想を支持する研究報告は少なくない。一方で発生砂時計モデルという新しい仮説も出されているが、研究者間で共通見解に到達していないのも事実であり、ヘッケル以来大きな進展のない分野でもある。
ヘッケルの反復説の社会的影響は、ダーウィニズムと同様、曲解に近い形で社会的広がりを見せた。たとえば子供は大人にくらべて進化的に前の段階であるとか、いわゆる原始的種族は、進化の段階が低い状態にあるといった拡張がおこなわれ、ナチス・ドイツを始めとするレイシズムに利用されることもあった。